# Oxymirus
Genre
Oxymirus est un genre d'insectes coléoptères cérambycidés, de la sous-famille des Lepturinés.
Selon Fauna Europaea, en Europe, ce genre ne comprend qu'une espèce :
- Oxymirus cursor (Linné, 1758) - l'Oxymire coureur

## Autres espèces
- Oxymirus mirabilis (Motschulsky, 1838) - Présent au Caucase et en Iran.